# Избаша, Сандра
Сандра Ралука Избаша (рум. Sandra Raluca Izbaşa, 18 июня 1990 года, Бухарест, Румыния) — румынская гимнастка, двукратная олимпийская чемпионка (2008 года в вольных упражнениях и 2012 года в опорном прыжке) и двукратный бронзовый призёр Олимпийских игр в командном первенстве (2008 и 2012). Призёр чемпионатов мира, чемпионка и призёр чемпионатов Европы. Победительница Кубка мира по спортивной гимнастике.

## Карьера
Сандра Избаша начала заниматься гимнастикой в 1994 году, а в 2002 получила место в сборной Румынии.
На европейском молодёжном чемпионате 2004 по спортивной гимнастике она выиграла серебряную медаль в вольных упражнения.

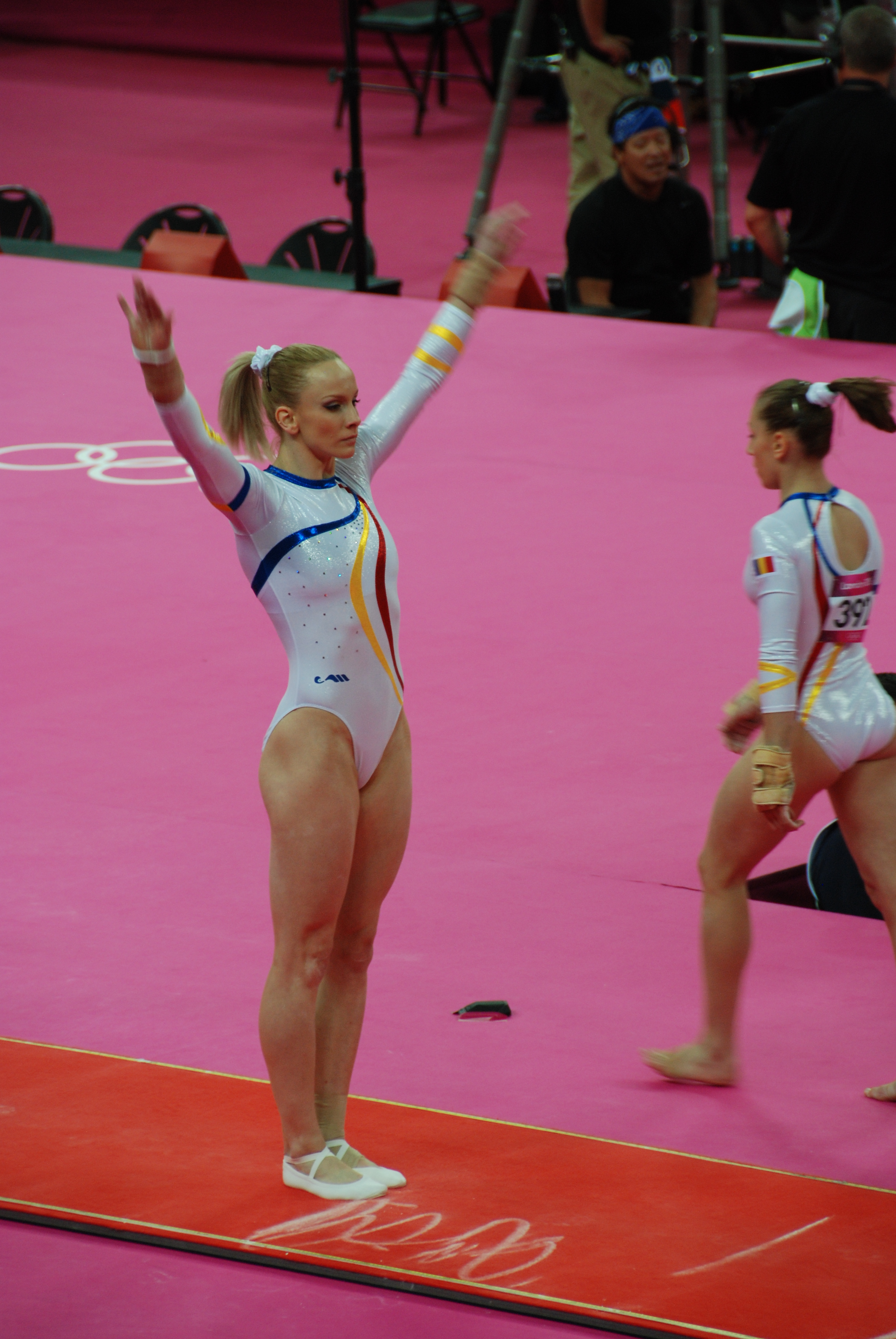
Сандра Избаша на Олимпиаде-2012

В 2006 она выиграла три золотые медали (индивидуальное первенство, вольные упражнения и разновысокие брусья) на Национальном чемпионате в Румынии. На чемпионате Европы 2006 в Волосе Сандра выиграла золото в вольных упражнения, серебро в командных соревнованиях и бронзу на бревне. На чемпионате мира в Орхусе она стала единственной гимнасткой, которая выиграла медали для Румынии: серебро на бревне и бронзу в абсолютном первенстве. Вольные Сандры в личном первенстве: рондат – 1.5 пируэта назад – пируэт вперёд прогнувшись – пируэт вперёд в группировке; - рондат – фляк – двойное сальто назад в группировке с поворотом на 360; - прыжок в поперечный шпагат с поворотом на 360; - три поворота на ноге; - рондат – фляк – 2.5 пируэта назад – 1.5 пируэта вперёд в группировке; - прыжок в поперечный шпагат – прыжок в поперечный шпагат с поворотом на 180; - рондат – фляк – тройной пируэт назад. Победительница вольных Сандра показала, что девушки совсем не отстают в гимнастике от мужчин. Её первая и третья диагональ (С – С – С и D – С) это самые настоящие мужские соединения элементов. Однако этот успех не повлиял на командные соревнования, где Румыния заняла лишь четвёртое место и отсутствовала на подиуме впервые с 1981 года.
На чемпионате Европы в Амстердаме в 2007, Сандра Избаша выиграла две серебряные медали в абсолютном первенстве и на разновысоких брусьях. Травма лодыжки помешала ей принять участие в финале вольных упражнений. Четыре месяца ушли на восстановление, и уже на чемпионате мира в Штутгарте Сандра выиграла бронзовую медаль в командном зачете, финишировала восьмой в вольных упражнениях и девятой в абсолютном первенстве.
2008 год стал годом полного успеха для Сандры Избаша. На чемпионате Европы в Клермон-Ферране она завоевала две золотые медали в командных соревнованиях и в вольных упражнениях, и серебро на бревне. На Олимпийских играх в Пекине, Сандра Избаша с подругами по сборной Румынии выиграла бронзовую медаль в командном первенстве. А через два дня она завоевала золотую олимпийскую медаль в вольных упражнениях, опередив американских гимнасток Шон Джонсон и Настю Люкин. На этот раз она исполнила программу: - рондат – фляк – двойное сальто назад согнувшись с поворотом на 360 (Е); - рондат – фляк – двойное сальто назад в группировке с поворотом на 360 (Е); - рондат – фляк – 2.5 пируэта назад (D) – пируэт вперёд в группировке (С); - три поворота на ноге (С); - рондат – 1.5 пируэта назад (С) – 1.5 пируэта вперёд (С); - прыжок в продольный шпагат с поворотом на 360 (С); - прыжок в продольный шпагат с поворотом на 90 в прямой и ещё на 90 (В); - рондат – фляк – тройной пируэт назад (Е). База (набор сложности элементов) составила 6.5.
В 2009 она лечила многочисленные травмы. Поэтому Сандра Избаша почти на год не выступала на соревнованиях.
Возвращение произошло в сентябре 2010 года на этапе Кубка мира в Генте.
В 2011 она вернулась на высокий уровень. На чемпионате Европы в Берлине, Сандра завоевала две золотые медали: в опорном прыжке и в вольных упражнениях. Новая программа Сандры на вольных: поворот на 720 гр., нога параллельна полу; - двойное сальто назад в группировке с винтом - 3 винта назад + прыжок в  поперечный шпагат на 540 гр.; - 1.5 винта назад + 1.5 винта вперед; - прыжок со см. ног в пр-ый шпагат + прыжок в пр-ый шпагат на 180 гр.; - 2.5 винта назад + 1 винт вперед. Пропустив мировое первенство 2011 года, она начала целенаправленно готовиться к Летним Олимпийским играм 2012 в Лондоне, ко второй Олимпиаде в её спортивной карьере.

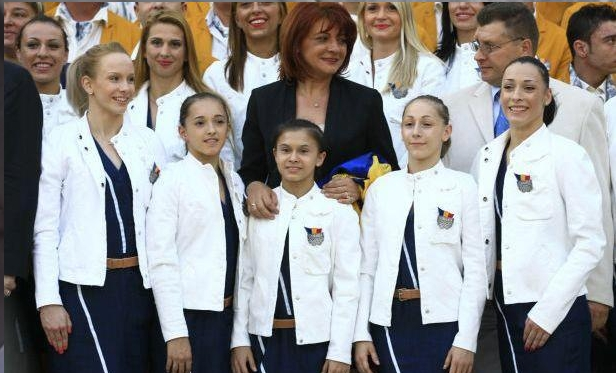
Сандра Избаша — первая слева с Олимпийской сборной Румынии перед отъездом на Олимпиаду-2012

В 2012 году, на пути к Олимпиаде, на Чемпионате Европы 2012, Сандра завоевала, как и год назад, две золотые медали: в опорном прыжке и в командном первенстве, при этом она стала семикратной чемпионкой Европы и на её счету двенадцать медалей с Чемпионатов Европы по спортивной гимнастике. На Летних Олимпийских играх 2012 Сандра с подругами по команде выиграла в командном первенстве бронзовую медаль, до последнего снаряда бившись со сборной командой Китая. Также она квалифицировалась в финал в абсолютном первенстве, в котором она заняла 5 место, в опорном прыжке (2 место) и в вольных упражнениях (2 место). Исполнив в финале идеально два опорных прыжка, она завоевала свою вторую золотую медаль Олимпийских игр, опередив Маккайлу Марунни и Марию Пасеку. В вольных упражнениях, в которых она выиграла золото в Пекине, она упала при завершении последней акробатической диагонали и поэтому заняла только восьмое, последнее место.
В 2013-м году Сандра Избаша решила завершить карьеру, однако, в 2015-м, вместе с другой звездой румынской гимнастики Каталиной Понор, объявила о возвращении в большой спорт, чтобы принять участие в своих третьих Олимпийских играх, но старые травмы не позволили ей сделать это. Избаша объявила, что ей не удастся вернуться на прежний высокий уровень в необходимые сроки и она сочла за лучшее отказаться от идеи возвращения в гимнастику.
В настоящее время Сандра принимает участие в телевизионных проектах, а также пробует себя в качестве тренера юниорок.

## Результаты выступлений

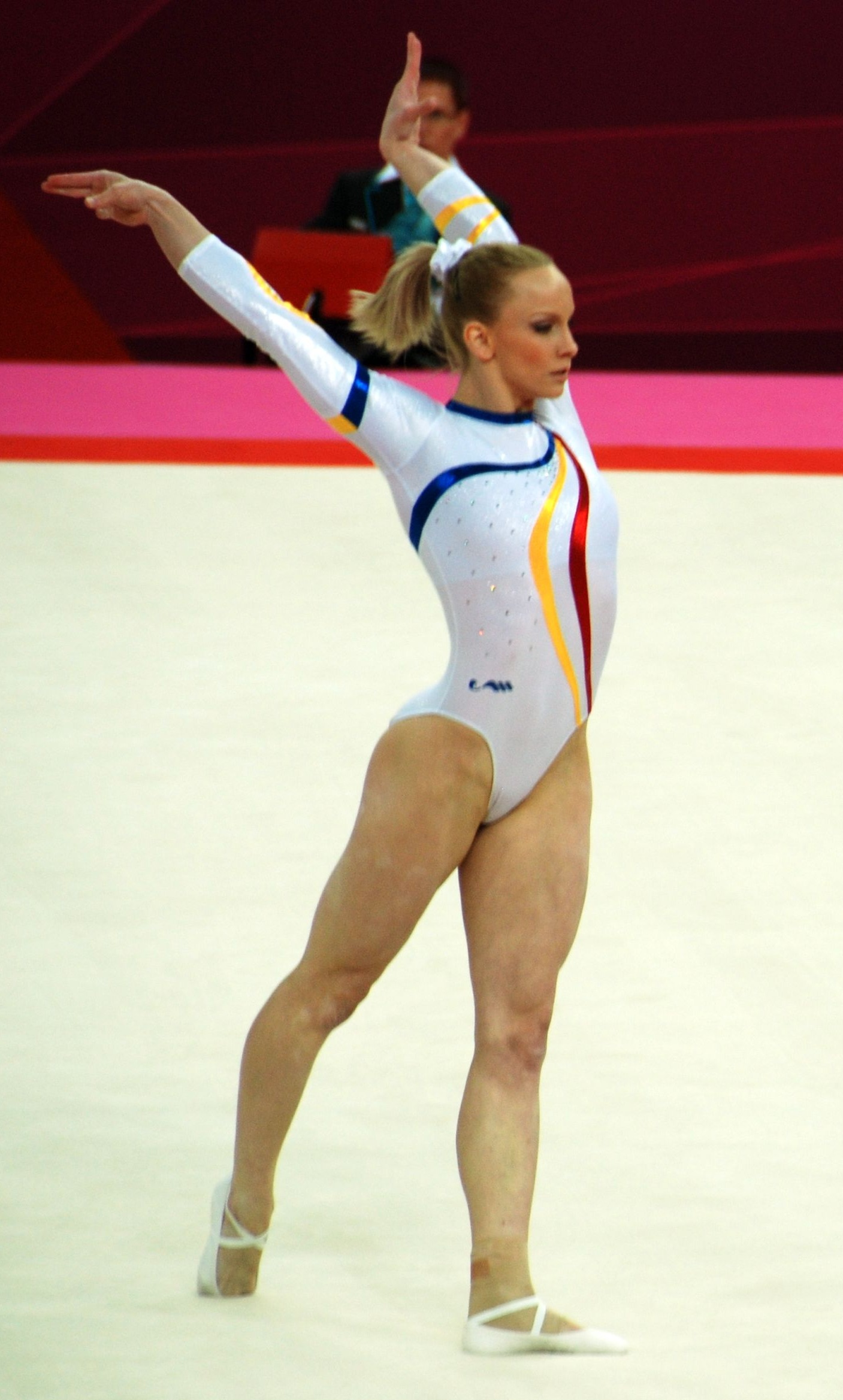
Сандра Избаша во время вольных выступлений на Олимпиаде-2012

| Год  | Турнир                                         | Индивидуальное первенство | Командное первенство | Опорный прыжок | Бревно | Разновысокие брусья | Вольные выступления |
| ---- | ---------------------------------------------- | ------------------------- | -------------------- | -------------- | ------ | ------------------- | ------------------- |
| 2004 | Чемпионат Румынии (юниоры)                     |                           |                      |                |        | 5                   |                     |
| 2004 | Чемпионат Европы (юниоры)                      | 6                         |                      | 5              | 4      |                     |                     |
| 2005 | Чемпионат Румынии (юниоры)                     |                           |                      |                |        |                     |                     |
| 2005 | Japan Junior International                     |                           |                      |                |        |                     |                     |
| 2005 | Открытый чемпионат Румынии                     |                           |                      |                |        |                     |                     |
| 2006 | Кубок мира — Лион (Франция)                    |                           |                      |                |        | 6                   |                     |
| 2006 | Открытый чемпионат Румынии                     |                           |                      |                |        |                     |                     |
| 2006 | Чемпионат Европы по спортивной гимнастике 2006 |                           |                      | 7              |        |                     |                     |
| 2006 | Чемпионат мира по спортивной гимнастике 2006   |                           | 4                    | 8              |        |                     | 6                   |
| 2007 | Чемпионат Европы по спортивной гимнастике 2007 |                           |                      |                |        |                     | 8                   |
| 2007 | Кубок мира — Париж (Франция)                   |                           |                      | 6              | 5      |                     |                     |
| 2007 | Чемпионат мира по спортивной гимнастике 2007   | 9                         |                      |                |        |                     | 8                   |
| 2008 | Чемпионат Европы по спортивной гимнастике 2008 |                           |                      |                |        |                     |                     |
| 2008 | Кубок мира — Котбус                            |                           |                      |                |        |                     |                     |
| 2008 | Летние Олимпийские игры 2008                   | 8                         |                      |                |        |                     |                     |
| 2008 | Кубок мира — Мадрид (Испания)                  |                           |                      |                | 4      |                     |                     |
| 2009 | Чемпионат Европы по спортивной гимнастике 2009 |                           |                      |                |        |                     | 7                   |
| 2010 | Кубок мира — Гент (Бельгия)                    |                           |                      |                |        |                     |                     |
| 2010 | Чемпионат Румынии                              |                           |                      |                |        |                     |                     |
| 2010 | Чемпионат мира по спортивной гимнастике 2010   |                           | 4                    |                |        |                     | 7                   |
| 2011 | Кубок мира — Париж (Франция)                   |                           |                      |                |        |                     |                     |
| 2011 | Чемпионат Европы по спортивной гимнастике 2011 |                           |                      |                |        |                     |                     |
| 2012 | Чемпионат Европы по спортивной гимнастике 2012 |                           |                      |                |        |                     |                     |
| 2012 | Летние Олимпийские игры 2012                   | 5                         |                      |                |        |                     | 8                   |